# Kurihashi (Saitama)
Kurihashi (jap. 栗橋町, -machi) war eine Stadt auf der japanischen Hauptinsel Honshū im Landkreis Kitakatsushika in der Präfektur Saitama. Am 23. März 2010 vereinigte sie sich mit Shōbu und Washimiya zur Gemeinde Kuki.

## Verkehr
- Straße:
  - Nationalstraße 4, nach Tōkyō oder Aomori
  - Nationalstraße 125
- Zug:
  - Tōbu Nikkō-Linie, nach Asakusa oder Nikkō
  - JR Tōhoku-Hauptlinie, nach Ueno oder Aomori